# メインストリート・デイリー
メインストリート・デイリー（Main Street Daily）は、東京ディズニーランドのワールドバザールにあるショップ。

## 概要
| メインストリート・デイリー | メインストリート・デイリー |
| -------------------------- | -------------------------- |
| オープン日                 | 1997年3月1日               |
| クローズ日                 | 2019年5月7日               |
| スポンサー                 | なし                       |
| 商品ジャンル               | 菓子や小物類               |
| 宅配センター               | 対象外                     |

メインストリート・デイリーでは、隣接するショップ「ワールドバザール・コンフェクショナリー」で販売している一部の菓子や、パスポートホルダーやカメラなどの小物類を販売しているワゴンタイプのショップ。
場所は「ワールドバザール・コンフェクショナリー」前。
ワゴンタイプのショップであるため、時間帯や天候によってはクローズする可能性がある。
このショップの外観は、20世紀初頭にニューヨークなどに登場したニューススタンドをモデルにしている。
2019年5月7日をもってクローズ。